# سیستم‌عامل ستاره سرخ
رد استار اواس (به کره‌ای: 붉은별) یک توزیع لینوکس در کره شمالی است که توسعه آن برای اولین بار در سال ۱۹۹۸ در مرکز رایانه کره (KCC) آغاز شد. قبل از انتشار، رایانه‌های کره شمالی معمولاً از لینوکس رد هد و ویندوز ایکس‌پی استفاده می‌کردند.
نسخه ۳.۰ در تابستان ۲۰۱۳ منتشر شد؛ اما از سال ۲۰۱۴، نسخه ۱.۰ همچنان به طور گسترده استفاده می‌شود. این سیستم‌عامل، فقط در یک نسخه به زبان کره‌ای، بومی‌سازی شده و با اصطلاحات و املای کره شمالی ارائه می‌شود.